# Lista de episódios de Rise of the Teenage Mutant Ninja Turtles
O Despertar das Tartarugas Ninja é uma série americana baseada na franquia de mesmo nome, transmitida pelo canal Nickelodeon. A primeira temporada conteve 46 episódios. Enquanto a segunda temporada foi cancelada no Brasil, contendo apenas 5 episódios dublados.

## Episódios

### 1ª Temporada (2018–2019)
| # (temporada) | # (série) | Título | Diretor                                      | Roteirista                                                                          | Exibição original                                   | Exibição Brasileira  | Código de produção | Audência (em milhões) |
| --- | --------- | --- | -------------------------------------------- | ----------------------------------------------------------------------------------- | --------------------------------------------------- | -------------------- | ------------------ | --------------------- |
| 1 | 1         | "Caos Místico" "Mystic Mayhen"                                                                                     | Brendan Clogher & Sebastian Montes           | Ian Busch, Russ Carney, Ron Corcillo, & Jesse Gordon. Brandon Auman & Brian Swenlin | 20 de Julho de 2018 (prévia) 17 de Setembro de 2018 | 22 de Julho de 2018  | 101                | 0.60                  |
| As Tartarugas descobrem que eles não são as coisas mais estranhas de Nova York, quando encontram dois vilões da Cidade Escondida perseguindo um agente parecido com um cão. Eles tem sua primeira luta contra Baron Draxum, que está criando mutantes com seus Gosmosquitos. (Primeiro especial de meia hora)                                                          |           | |                                              |                                                                                     |                                                     |                      |                    |                       |
| 2 | 2         | "Tsunami de Origami" "Origami Tsunami"                                                                             | Jamie Vickers                                | Russ Carney & Ron Corcillo                                                          | 25 de Setembro de 2018                              | ASA                  | 102a               | 0.86                  |
| Procurando a aventura de uma vida de herói, Leo convence o time a encontrar uma dupla de ladrões de papel a solta na cidade. Nisso, eles encontram o Clã do Pé, que usam seus poderes místicos para criar guerreiros de origami com o papel roubado. |           | |                                              |                                                                                     |                                                     |                      |                    |                       |
| 3 | 3         | "O Presente do Donnie" "Donnie's Gifts"                                                                            | Sebastian Montes                             | Russ Carney & Ron Corcillo                                                          | 17 de Setembro de 2018                              | ASA                  | 102b               | 0.65                  |
| Donnie cria acessórios para seus irmãos para que eles superem seus maus hábitos. Porém eles só atrapalham quando eles enfrentam o chefe mutante Meat Sweats, que planeja cozinhar as tartarugas para absorver seus poderes. |           | |                                              |                                                                                     |                                                     |                      |                    |                       |
| 4 | 4         | "Guerra e Pizza" "War and Pizza"                                                                                   | Brendan Clogher                              | Ian Busch                                                                           | 17 de Setembro de 2018                              | ASA                  | 103a               | 0.65                  |
| Para salvar o emprego da April como animadora de festa na Pizzaria de Alberto, Donnie atualiza o animatrônico do urso Alberto, causando que ele saia de controle. |           | |                                              |                                                                                     |                                                     |                      |                    |                       |
| 5 | 5         | "Notável" "Newsworthy"                                                                                             | Sebastian Montes                             | Jesse Gordon                                                                        | 27 de Setembro de 2018                              | ASA                  | 103b               | 0.98                  |
| Para se provar o maior inimigo das Tartarugas, o antigo âncora e agora minhoca mutante Warren Stone, atrapalha as Tartarugas enquanto elas procuram o Hypno-Potamus, que está roubando os animais de outros mágicos. |           | |                                              |                                                                                     |                                                     |                      |                    |                       |
| 6 | 6         | "Repo Mantis" | Jamie Vickers                                | Russ Carney & Ron Corcillo                                                          | 20 de Setembro de 2018                              | ASA                  | 104a               | 1.02                  |
| Mich e Donnie tentam pegar o buggy da lua do Jupiter Jim de um ferro velho, quando encontram o dono do lugar, Repo Mantis. Em troca do veículo, Mich e Donnie precisam trabalhar com reaquisição e recuperar um trailer em Long Island. Porém, o acordo se complica quando eles conhecem o dono do trailer, um mutante bonzinho chamado Todd e seus cãezinhos.         |           | |                                              |                                                                                     |                                                     |                      |                    |                       |
| 7 | 7         | "O Mestre Caiu Doente" "Down with the Sickness"                                                                    | Jamie Vickers                                | Jesse Gordon                                                                        | 18 de Setembro de 2018                              | ASA                  | 104b               | 0.97                  |
| Splinter ficou doente, e as Tartarugas tem que lidar com os 7 estágios diferentes do resfriado, incluindo febre, rato maluco, capitão carinhoso, Ninja supremo, karaoke, e fanfic. As Tartarugas esperam que Splinter chegue até o estágio final, chamado "Tem que dizer sim", para que eles possam pedir o que quiserem.                                              |           | |                                              |                                                                                     |                                                     |                      |                    |                       |
| 8 | 8         | "Rápido e Peludo" "The Fast and the Furriest"                                                                      | Brendan Clogher                              | Russ Carney & Ron Corcillo                                                          | 24 de Setembro de 2018                              | ASA                  | 105a               | 0.90                  |
| Quando o recém construído Tanque Tartaruga do Donnie some, ele e os outros tentam encontrá-lo. Enquanto vão atrás de uns suspeitos, eles não sabem que o tanque foi pego por Splinter, que é convidado para a "jantar" de Meat Sweats. |           | |                                              |                                                                                     |                                                     |                      |                    |                       |
| 9 | 9         | "Mascote Melee" "Mascot Melee"                                                                                     | Sebastian Montes                             | Ian Busch                                                                           | 26 de Setembro de 2018                              | ASA                  | 105b               | 0.92                  |
| Enquanto procuram um novo roupão para Splinter, as Tartarugas atravessam a Times Square, onde elas enfrentam mascotes que ficam com inveja da fantasia de meme do "Tartapótamo" de Rafa. Quando eles roubam o dinheiro de Rafa, as outras tartarugas se fantasiam e entram em ação contra os mascotes - até que descobrem a identidade dos mascotes, baratas mutantes. |           | |                                              |                                                                                     |                                                     |                      |                    |                       |
| 10 | 10        | "Tartarugas No Ringue" "Shell in a Cell"                                                                           | Sebastian Montes                             | Dale Malinowski                                                                     | 19 de Setembro de 2018                              | ASA                  | 106a               | 0.83                  |
| Leo tira Ghostbear, o ídolo de luta-livre do Rafa de seu título de campeão do mundo, caindo acidentalmente sobre ele. Rafa logo se irrita com a arrogância de Leo e decide lutar com ele. Quando Ghostbear entra na briga, Rafa aprende que Ghostbear não joga de acordo com as regras.                                                                                |           | |                                              |                                                                                     |                                                     |                      |                    |                       |
| 11 | 11        | "Labirinto do Minotauro" "Minotaur Maze"                                                                           | Brendan Clogher                              | Jesse Gordon                                                                        | 6 de Outubro de 2018                                | ASA                  | 106b               | 1.02                  |
| Quando as Tartarugas encontram uma pizzaria mutante na cidade, Leonardo leva os irmãos para um labirinto em forma de pizza chamado "Labirinto del viagem", para ter sua foto colocada na parede dos campeões, e ganhar "a melhor pizza do mundo". Porém o uso de poderes místicos no labirinto é proibido.                                                             |           | |                                              |                                                                                     |                                                     |                      |                    |                       |
| 12 | 12        | "Caçadores de Insetos" "Bug Busters"                                                                               | Abe Audish, Brendan Clogher, & Jamie Vickers | Ian Busch, Russ Carney, Ron Corcillo, & Jesse Gordon                                | 17 de Novembro de 2018                              | ASA                  | 107                | 0.95                  |
| As Tartarugas tentam tomar providências sobre os Gosmosquitos pela cidade antes que mais pessoas virem mutantes. Enquanto isso, eles descobrem um hotel para Yokais e Big Mama, a dona do lugar. (Segundo especial de meia hora) |           | |                                              |                                                                                     |                                                     |                      |                    |                       |
| 13 | 13        | "A Luta Mais longa" "The Longest Fight"                                                                            | Sebastian Montes                             | Ian Busch                                                                           | 6 de Outubro de 2018                                | ASA                  | 108a               | 1.02                  |
| As Tartarugas têm dificuldades em assistir sua ídolo do skate Sydney Allen na final de skate, e impedir o roubo da Loja de Departamento invadido pelo Clã do Pé, tudo ao mesmo tempo. |           | |                                              |                                                                                     |                                                     |                      |                    |                       |
| 14 | 14        | "Hypno! Parte Dois!" "Hypno! Part Deux"                                                                            | Jamie Vickers                                | Jesse Gordon                                                                        | 3 de Novembro de 2018                               | ASA                  | 108b               | 0.99                  |
| Hypno-Potamus volta e causa bagunça no dia do baile da escola da April. |           | |                                              |                                                                                     |                                                     |                      |                    |                       |
| 15 | 15        | "O Gumbus" "The Gumbus"                                                                                            | Sebastian Montes                             | Russ Carney & Ron Corcillo                                                          | 11 de Outubro de 2018                               | ASA                  | 109a               | 1.09                  |
| Leo, Mich e April investigam a assombração de um supermercado chamado "Gumbus". |           | |                                              |                                                                                     |                                                     |                      |                    |                       |
| 16 | 16        | "Sra. Fofinha" "Mrs. Cuddles"                                                                                      | Abe Audish & Jamie Vickers                   | Ian Busch                                                                           | 20 de Outubro de 2018                               | ASA                  | 109b               | 0.94                  |
| April e os irmãos fazem Rafa enfrentar seu maior medo: uma coelhinha de pelúcia de um programa de TV infantil chamada Sra. Fofinha. |           | |                                              |                                                                                     |                                                     |                      |                    |                       |
| 17 | 17        | "Preso à Você" "Stuck on You"                                                                                      | Brendan Clogher                              | Jesse Gordon                                                                        | 10 de Novembro de 2018                              | ASA                  | 110a               | 1.20                  |
| Depois de um acidente com uma invenção do Donnie, as Tartarugas têm que enfrentar um grupo de vilões enquanto estão literalmente presos juntos. |           | |                                              |                                                                                     |                                                     |                      |                    |                       |
| 18 | 18        | "Al Voltará" "Al Be Back"                                                                                          | Brendan Clogher                              | F.M. De Marco                                                                       | 1 de Dezembro de 2018                               | ASA                  | 110b               | 0.95                  |
| As Tartarugas planejam seu primeiro show como uma banda na Alberto Land. Mas são atacadas por Alberto e seu exército de Albertos animatrônicos. |           | |                                              |                                                                                     |                                                     |                      |                    |                       |
| 19 | 19        | "A Jaqueta Roxa" "The Purple Jacket"                                                                               | Abe Audish                                   | Russ Carney & Ron Corcillo                                                          | 26 de Janeiro de 2019                               | 6 de Abril de 2019   | 111a               | 0.99                  |
| Donatello visita April em sua escola e se encanta com um clube de tecnologia que veste jaquetas roxas, os Dragões Roxos. Ele se junta ao clube mas descobre que eles não são o que parecem. |           | |                                              |                                                                                     |                                                     |                      |                    |                       |
| 20 | 20        | "Galera da Pizza" "Pizza Pit"                                                                                      | Sebastian Montes                             | Brian Posehn                                                                        | 2 de Fevereiro de 2019                              | 6 de Abril de 2019   | 111b               | 0.55                  |
| É semana da pizza e as Tartarugas visitam suas pizzarias favoritas. Apenas para descobrir que elas estão sendo destruídas uma a uma. Elas descobrem que um trio de mutantes cavadoras estão por trás disso. |           | |                                              |                                                                                     |                                                     |                      |                    |                       |
| 21 | 21        | "Esconderijo Esperto" "Smart Lair"                                                                                 | Brendan Clogher                              | Ian Busch                                                                           | 9 de Fevereiro de 2019                              | 13 de Abril de 2019  | 112a               | 0.99                  |
| Donatello inventa S.H.E.L.L.D.O.N., uma inteligência artificial que ajuda a cuidar das tarefas da casa, mas quando ele mostra favorecer apenas as vontades de Donnie, seus irmãos modificam suas programação, causando altas consequências. |           | |                                              |                                                                                     |                                                     |                      |                    |                       |
| 22 | 22        | "Sopa Quente: O Jogo" "Hot Soup: The Game"                                                                         | Abe Audish                                   | Russ Carney & Ron Corcillo                                                          | 16 de Fevereiro de 2019                             | 13 de Abril de 2019  | 112b               | 0.84                  |
| Mich vai numa missão sozinho para pegar um jogo baseado no filme de Lou Jitsu, Sopa Quente! Mas encontra a nova recruta do Clã do Pé numa missão similar, e precisa enfrenta-la pelo jogo. |           | |                                              |                                                                                     |                                                     |                      |                    |                       |
| 23 | 23        | "A Liga Malvada de Mutantes" "The Evil League of Mutants"                                                          | Sebastian Montes                             | Jesse Gordon                                                                        | 19 de Janeiro de 2019                               | 18 de Maio de 2019   | 113                | 0.77                  |
| As Tartarugas enfrentam uma nova ameaça quando Baron Draxum reúne uma liga de mutantes inimigos delas para destruí-las. (Terceiro especial de meia hora) |           | |                                              |                                                                                     |                                                     |                      |                    |                       |
| 24 | 24        | "Multa por Atraso" "Late Fee"                                                                                      | Abe Audish                                   | Dale Malinowski                                                                     | 16 de Fevereiro de 2019                             | 20 de Abril de 2019  | 114a               | 0.79                  |
| A missão de devolver um DVD antes do prazo terminar a meia noite, é complicada por diversas maluquices de Nova York, incluindo um reencontro com Ghostbear. |           | |                                              |                                                                                     |                                                     |                      |                    |                       |
| 25 | 25        | "Bullhop" | Sebastian Montes                             | Russ Carney & Ron Corcillo                                                          | 2 de Março de 2019                                  | 20 de Abril de 2019  | 114b               | 0.86                  |
| As Tartarugas resolvem ajudar o recém transformado touro Bullhop a se sentir melhor por virar mutante. Porém, ele acaba sendo mais do que elas esperavam, e atrapalha o plano de conseguir mais gosma de teia numa festa da Big Mama. |           | |                                              |                                                                                     |                                                     |                      |                    |                       |
| 26 | 26        | "Cópia de Mente" "Mind Meld"                                                                                       | Abe Audish                                   | Jesse Gordon                                                                        | 9 de Março de 2019                                  | 27 de Abril de 2019  | 115a               | 0.68                  |
| Frustrado com a imaturidade de seus irmãos numa missão importante, Donatello aumenta a inteligência deles. Mas isso acaba indo mais longe do que ele esperava. |           | |                                              |                                                                                     |                                                     |                      |                    |                       |
| 27 | 27        | "Nada Além de Trufas" "Nothing but Truffle"                                                                        | Alan Wan                                     | Russ Carney & Ron Corcillo                                                          | 16 de Março de 2019                                 | 27 de Abril de 2019  | 115b               | 0.81                  |
| Um ocorrido estranho torna Meat Sweats e Mich em melhores amigos, e vão procurar uma trufa rara para um prato especial do chefe. |           | |                                              |                                                                                     |                                                     |                      |                    |                       |
| 28 | 28        | "Sombra do Mal" "Shadow of Evil"                                                                                   | JJ Conway and Alan Wan                       | Ian Busch                                                                           | 20 de Abril de 2019                                 | 7 de Julho de 2019   | 116                | 0.61                  |
| Enquanto as Tartarugas tentam atrair Baron Draxum com metais místicos, Splinter investiga fatos estranhos sobre o novo emprego de April. (Quarto especial de meia hora) |           | |                                              |                                                                                     |                                                     |                      |                    |                       |
| 29 | 29        | "Sumiço no portal" "Portal Jacked!"                                                                                | Sebastian Montes                             | Russ Carney & Ron Corcillo                                                          | 6 de Abril de 2019                                  | 14 de Julho de 2019  | 117a               | 0.65                  |
| Leonardo perde seus irmãos em um portal, e precisa se aventurar na Cidade Escondida para encontrá-los. |           | |                                              |                                                                                     |                                                     |                      |                    |                       |
| 30 | 30        | "Warren & Hipno, dois grandes amigos" "Warren and Hypno, Sitting in a Tree"                                        | JJ Conway                                    | Jesse Gordon                                                                        | 7 de Maio de 2019 (Nicktoons) 1 de Junho de 2019    | 14 de Julho de 2019  | 117b               | 0.68                  |
| Todos querem algo que Warren Stone tem, mas ele não vai entregar sem lutar. |           | |                                              |                                                                                     |                                                     |                      |                    |                       |
| 31 | 31        | "Operação: Normal" "Operation: Normal"                                                                             | Alan Wan                                     | Laura Sreebny                                                                       | 8 de Maio de 2019 (Nicktoons) 15 de Junho de 2019   | 21 de Julho de 2019  | 118a               | 0.74                  |
| April quer passar um dia "normal" e sem coisas esquisitas acontecerem. Leo e Donnie secretamente tentam impedir que coisas do mundo mágico interrompam o dia normal dela com sua nova amiga da escola. |           | |                                              |                                                                                     |                                                     |                      |                    |                       |
| 32 | 32        | "Parceiro de Sparring" "Sparring Partner"                                                                          | Abe Audish                                   | Ian Busch                                                                           | 13 de Abril de 2019                                 | 21 de Julho de 2019  | 118b               | 0.71                  |
| Raphael tem um novo amigo para treinar lutas, mas ele precisa mantê-lo escondido de seus irmãos. |           | |                                              |                                                                                     |                                                     |                      |                    |                       |
| 33 | 33        | "Você foi servido" "You Got Served"                                                                                | Alan Wan                                     | Ian Busch                                                                           | 15 de Junho de 2019                                 | 28 de Julho de 2019  | 119a               | 0.54                  |
| Enquanto ajudam Senhor Osso na Pizzaria Run of the Mill, Leo e Mich se distraem com sua competitividade de irmãos. |           | |                                              |                                                                                     |                                                     |                      |                    |                       |
| 34 | 34        | "Como fazer inimigos e forçar as pessoas a fazerem sua vontade" "How to Make Enemies and Bend People to Your Will" | Alan Wan                                     | Russ Carney & Ron Corcillo                                                          | 22 de Junho de 2019                                 | 28 de Julho de 2019  | 119b               | 0.49                  |
| Baron Draxum tem dificuldades de subir de nível no Clã do Pé. |           | |                                              |                                                                                     |                                                     |                      |                    |                       |
| 35 | 35        | "Biblioteca Mística" "Mystic Library"                                                                              | Alan Wan                                     | Russ Carney & Ron Corcillo                                                          | 29 de Junho de 2019                                 | 10 de Agosto de 2019 | 120a               | 0.52                  |
| As Tartarugas vasculham as profundezas de uma misteriosa livraria escondida para encontrar um meio de salvar Mayhem. |           | |                                              |                                                                                     |                                                     |                      |                    |                       |
| 36 | 36        | "O Jogo do Roxo" "The Purple Game"                                                                                 | Alan Wan                                     | Jesse Gordon                                                                        | 6 de Julho de 2019                                  | 10 de Agosto de 2019 | 120b               | 0.61                  |
| Donnie fará qualquer coisa para ser o número um em um novo jogo. |           | |                                              |                                                                                     |                                                     |                      |                    |                       |
| 37 | 37        | "Men VS. Sewer" | Abe Audish                                   | Dale Malinowski                                                                     | 13 de outubro de 2019                               | ASA                  | 121a               | ASD                   |
| A sossegada viagem pelo esgoto das Tartarugas vira confusão, quando Rafa se perde é deixado sozinho. |           | |                                              |                                                                                     |                                                     |                      |                    |                       |
| 38 | 38        | "The Mutant Menace"                                                                                                | JJ Conway                                    | Russ Carney & Ron Dorcillo                                                          | 13 de outubro de 2019                               | ASA                  | 121b               | ASD                   |
| As falhas tentativas das Tartarugas para fazer o bem, vira toda a cidade de Nova York contra elas. |           | |                                              |                                                                                     |                                                     |                      |                    |                       |
| 39 | 39        | "Turtle-dega Nights: The Ballad of Rat Man"                                                                        | Abe Audish                                   | Jesse Gordon                                                                        | 26 de Outubro de 2019                               | ASA                  | 122a               | ASD                   |
| Splinter entra no Tanque Tartaruga para causar estrago. |           | |                                              |                                                                                     |                                                     |                      |                    |                       |
| 40 | 40        | "The Ancient Art of Ninja Hide and Seek"                                                                           | Sebastian Montes                             | Ian Busch                                                                           | 26 de Outubro de 2019                               | ASA                  | 122b               | ASD                   |
| Splinter ensina seus filhos a arte da discrição ninja. |           | |                                              |                                                                                     |                                                     |                      |                    |                       |
| 41 | 41        | "One Man's Junk"                                                                                                   | Abe Audish                                   | Russ Carney & Ron Corcillo                                                          | 2 de Novembro de 2019                               | ASA                  | 123a               | ASD                   |
| As Tartarugas tentam pegar uma peça da Armadura Negra do ferro velho do Repo Mantis. |           | |                                              |                                                                                     |                                                     |                      |                    |                       |
| 42 | 42        | "Snow Day" | Sebastian Montes                             | Dale Malinowski                                                                     | 2 de Novembro de 2019                               | ASA                  | 123b               | ASD                   |
| Um mutante feroz tenta arruinar o dia na neve da April e as Tartarugas. |           | |                                              |                                                                                     |                                                     |                      |                    |                       |
| 43 | 43        | "Cloak and Swaggart"                                                                                               | ASA                                          | ASA                                                                                 | 9 de Novembro de 2019                               | ASA                  | 124a               | ASD                   |
| April e Sunita procuram em Nova York o broche roubado de Sunita. |           | |                                              |                                                                                     |                                                     |                      |                    |                       |
| 44 | 44        | "Jupiter Jim Ahoy!"                                                                                                | ASA                                          | ASA                                                                                 | 9 de Novembro de 2019                               | ASA                  | 124b               | ASD                   |
| As Tartarugas encontram sua estrela de cinema de ficção científica favorita, Jupiter Jim. |           | |                                              |                                                                                     |                                                     |                      |                    |                       |
| 45 | 45        | "Insane in the Mama Train"                                                                                         | ASA                                          | ASA                                                                                 | 16 de Novembro de 2019                              | ASA                  | 125                | ASD                   |
| A Armadura Negra está quase completa, então as Tartarugas decidem levar sua trabalho de ninja a sério. |           | |                                              |                                                                                     |                                                     |                      |                    |                       |
| 46 | 46        | "End Game" | ASA                                          | ASA                                                                                 | 16 de Novembro de 2019                              | ASA                  | 126                | ASD                   |
| Splinter e as Tartarugas devem impedir Barron Draxum de pegar o último pedaço da Armadura Negra. |           | |                                              |                                                                                     |                                                     |                      |                    |                       |

### 22ª Temporada (2019-2020)
| # (temporada) | # (série) | Título                         | Diretor   | Roteirista      | Exibição original      | Exibição Brasileira | Código de produção | Audência (em milhões) |
| --- | --------- | ------------------------------ | --------- | --------------- | ---------------------- | ------------------- | ------------------ | --------------------- |
| 1 | 47        | "Many Unhappy Returns""        | ASA       | ASA             | 23 de Novembro de 2019 | ASA                 | 129                | ASD                   |
| As Tartarugas precisam parar um inimigo insistente tentando destruir Nova York, mas surgem problemas quando eles separam para controlar a situação. |           |                                |           |                 |                        |                     |                    |                       |
| 2 | 48        | "Todd Scouts""                 | ASA       | ASA             | 1 de Dezembro de 2019  | ASA                 | ASA                | ASD                   |
| As Tartarugas precisam aprender a escutar e entrar em contato com a natureza para salvar Todd, quando ele é capturado por caçadores.                |           |                                |           |                 |                        |                     |                    |                       |
| 3 | 49        | "Goyles, Goyles, Goyles""      | ASA       | ASA             | 1 de Dezembro de 2019  | ASA                 | ASA                | ASD                   |
| ASA |           |                                |           |                 |                        |                     |                    |                       |
| 4 | 50        | "Flushed but Never Forgotten"" | Alan Wan  | Dale Malinowski | 12 de Outubro de 2019  | ASA                 | ASA                | ASD                   |
| As Tartarugas tem um segredo que volta para assombrá-las.                                                                                           |           |                                |           |                 |                        |                     |                    |                       |
| 5 | 51        | "Lair Games""                  | JJ Conway | Jesse Gordon    | 12 de Outubro de 2019  | ASA                 | ASA                | ASD                   |
| April apresenta seu documentário vencedor de prêmios sobre o evento anual das Tartarugas: As Olimpíadas do Lar.                                     |           |                                |           |                 |                        |                     |                    |                       |
| ASA | ASA       | "Breaking Purple""             | ASA       | ASA             | 24 de Abril de 2020    | ASA                 | 130a               | ASD                   |
| ASA |           |                                |           |                 |                        |                     |                    |                       |